# 퐁텐블로 칙령

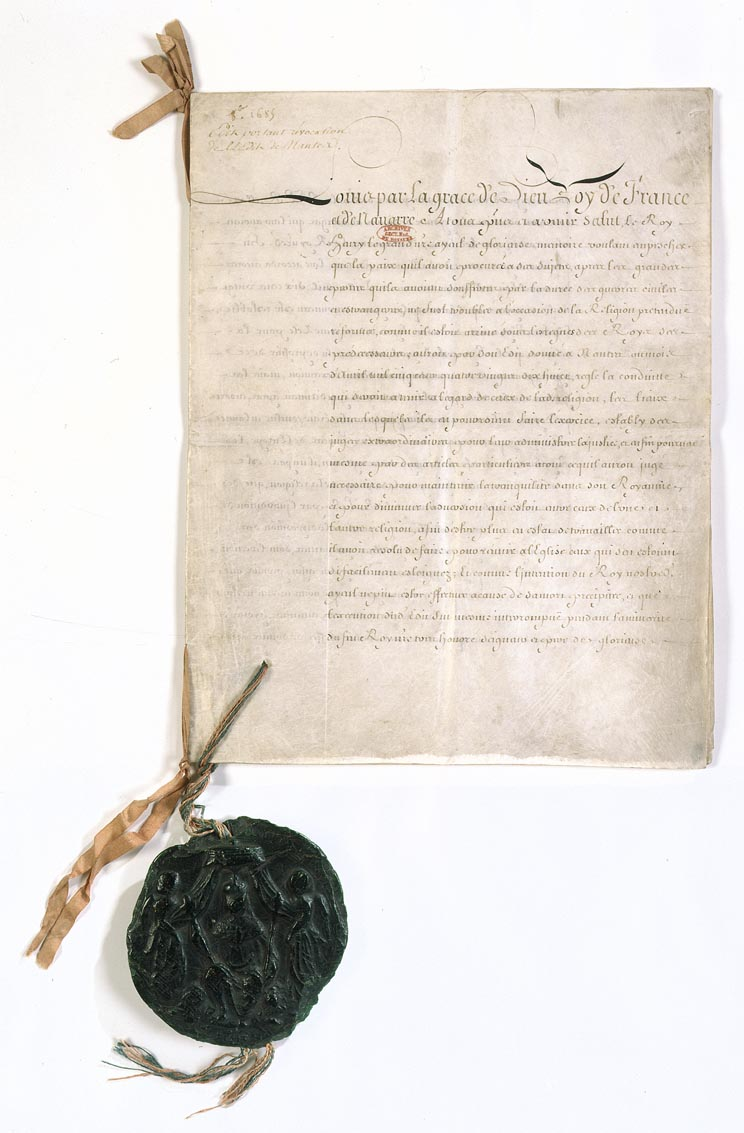
퐁텐블로 칙령

퐁텐블로 칙령(프랑스어: Édit de Fontainebleau 에디 드 퐁텐블로[*])은 프랑스의 루이 14세가 1685년 10월 22일에 반포한 칙령으로 프랑스 개신교도인 위그노의 종교적 자유를 박탈하는 것이 주요내용이다. 루이 14세는 교황청의 지지를 통해 왕권을 강화하기 위하여 이 칙령을 발표했다. 이로써 지난 1598년에 앙리 4세가 반포한 낭트 칙령은 철회되었다. 위그노 성직자들은 추방당했고 위그노들의 예배당과 학교는 폐쇄되었으며 강제개종도 당했다. 이 칙령으로 인해 상공업에 종사하던 다수의 개신교도들이 망명을 떠나면서 프랑스 경제는 큰 타격을 입었다.

## 배경
앙리 4세는 위그노 전쟁을 끝내고 개신교와 가톨릭 교도간의 통합을 도모하기 위해 1598년에 낭트 칙령을 반포했다. 낭트 칙령은 프랑스 내에서 가톨릭 이외에도 칼뱅주의 개신교인 위그노의 종교에 대한 권리와 광범위한 종교적 자유를 인정하였다. 이는 개인의 종교적 믿음에 대하여 사상의 자유를 인정한 첫 사례로 꼽힌다. 과거 1555년 독일의 아우크스부르크 종교화의에서 영주에 의한 종교선택의 자유를 인정한 것보다 진일보한 조치에 해당한다. 그러나 가톨릭을 국가교회로 규정한것과 같았기에 개신교도들은 불만스러워했고, 여러면에서 가톨릭에게 유리하였음에도 불구하고 가톨릭의 불만은 더욱 심했다. 따라서 큰틀에서 볼때 개신교와 가톨릭 간 화해와 국민적 통합은 이루어졌으나 양측의 갈등은 낭트칙령 발표이후에도 지속되었다.
루이 14세는 중앙집권과 절대왕권을 확립하기 위해서 교황청과 프랑스내 다수를 차지하는 로마 가톨릭 교도들로부터 지지를 받고자 1685년에 퐁텐플로 칙령을 발효하여 개신교도의 종교적 자유를 박탈하였다. 왕권을 강화하기 위해서는 프랑스의 문화적, 종교적 통일성이 필요했기 때문이다.(이전문서에서는 예수회가 루이 14세의 고해성사내용을 밝히겠다고 협박해서 낭트칙령을 폐지했다고 쓰여있었지만, 로마 가톨릭 교회에서 평신도가 하느님께 죄를 고백하고 용서를 받는 성사인 고해성사 내용은 비밀에 부쳐야 한다. 실제로 가톨릭교회의 추기경인 고 김수환 추기경이 형편이 어려운 평신도들을 도울 생활비를 부유한 교우에게 받으면, 고해성사를 하는 교우에게 생활비를 몰래 드린 것도 고해성사 내용을 비밀에 부쳐야 하고, 고해성사 내용을 고해성사를 한 평신도나 다른 사람에게 말하여 누설할 경우에는 파문으로써 처벌하는 가톨릭교회의 교회법을 이용하여 교우의 자존심을 배려한 것이다. 즉, 사실과 다른 허위사실을 쓴 것.)

## 칙령의 내용
- 프랑스 전역에 남아있던 개신교 예배처들의 파괴와 개신교의 전면적인 금지
- 신체와 재산 압류형에 처한다는 조건으로 개인적인 예배까지도 금지 시킴.
- 15일내 프랑스로부터 모든 개신교 목사들을 추방시킴
- 모든 개신교 학교들의 폐교
- 부모들이 개신교 신앙을 자녀들에게 교육시키는 것을 금지시킴
- 각 사건마다 500 리브르의 형에 처한다는 조건으로, 자녀들에게 로마 가톨릭 신부들에 의해 세례받고, 로마 가톨릭 아래서 양육받게 하도록 명령함.
- 4달 이내에 프랑스로 돌아오는데 실패한 모든 개신교 피난자들의 부동산과 동산을 몰수함.
- 프랑스로부터 피난하고자 하는 행위가 발각된 모든 남자들에 대한 종신 갤리형과 모든 여자들에 대한 종신형 선고.[6]

## 칙령의 영향
이 칙령으로 인해 프랑스내 개신교인들 수십만명이 가톨릭 교회의 탄압을 피해 유럽 각국 (스위스, 영국)등지로 망명하였다. 영국은 낭트 칙령의 폐지로 프랑스로부터 이주해오는 약 2만의 위그노를 받아들여 상공업을 발전시켰다.
이 때문에 프랑스 산업은 큰 타격을 입게된다.가톨릭 교회는 낭트 칙령의 폐지를 환영하며 선대왕이 한세기 동안 이루지 못한 일을 루이 14세가 해냈다며 찬사를 보냈다.

## 같이 보기
- 낭트칙령
- 용기병의 박해